# Benjamín Villegas Dávila
Benjamín Villegas o bien, pero menos conocido, como Benjamín Villegas Dávila (Buenos Aires, 16 de junio de 1818 – ib., 26 de marzo de 1885) fue un militar y funcionario argentino que actuó del lado unitario en las guerras civiles argentinas, a partir del año 1839, y desde 1862, el presidente Bartolomé Mitre pasaría a asignarle cargos burocráticos. Su padre era el jurista Alejo Villegas, además de ser sobrino del sargento mayor José Laureano Villegas y abuelo del doctor Benjamín Villegas Basavilbaso.

## Biografía

### Origen familiar y primeros años
Benjamín Villegas Dávila había nacido el 16 de junio de 1818, en la ciudad de Buenos Aires, capital de la intendencia homónima y de las Provincias Unidas del Río de la Plata, siendo hijo del doctor Alejo Villegas y de Luciana Dávila.
Luego de fracasada la revolución para derrocar al gobernador bonaerense Manuel Dorrego el 1 de enero de 1828, emigró con su familia a la ciudad de Montevideo, capital de la entonces Provincia Oriental.

### Campañas militares unitarias del Litoral argentino

Las provincias de la unitaria Coalición del Norte (en azul-celeste) y las provincias conformadas en la Liga Federal (en rosado-violáceo), siendo ambos bandos políticos de la Nación Argentina de 1840.

En 1839, ante la noticia de la invasión del gobernador entrerriano Pascual Echagüe al Estado Oriental del Uruguay se embarcó en la goleta Libertad para integrar las fuerzas del brigadier Juan Galo Lavalle en la «Legión Libertadora» en defensa de sus aliados uruguayos. Se integró de esta forma al segundo ejército correntino contra Rosas, formando parte de la Coalición del Norte como integrante del ejército unitario de Lavalle, e intervino en la campaña de la provincia de Entre Ríos, combatiendo el 22 de septiembre del citado año en la batalla de Yeruá, cerca de Concordia, y finalmente, Echagüe sería derrotado por Fructuoso Rivera en la batalla de Cagancha el 29 de diciembre. Además actuó en la campaña de la provincia de Corrientes, en la cual se incorporaban al ejército de Lavalle los restos de los Libres del Sur, comandados por Manuel Leoncio Rico.
En el año 1840 actuó otra vez en Entre Ríos, en la batalla de Don Cristóbal del 10 de abril, en las inmediaciones de la ciudad de Paraná, y el 16 de julio en la de Sauce Grande, cerca del pueblo de Diamante, y luego pasaría con las fuerzas militares de Lavalle en la campaña de la provincia de Buenos Aires.
En la retirada de esta última provincia, formó parte de la expedición a la provincia de Santa Fe al mando del general Tomás Iriarte, asediando y capturando a su capital homónima, luego de rendirse el general Eugenio Garzón que permanecería prisionero.
Posteriormente participaría, al igual que su homónimo Jacinto Villegas, en la batalla de Quebracho Herrado el 28 de noviembre del año antes citado que sufriría una derrota por el ejército de la Liga Federal, comandado este por un expresidente uruguayo, el brigadier Manuel Oribe que estaba dirigido desde Buenos Aires por Rosas, por lo que cayó Villegas prisionero suyo.

### En el Ejército de Reserva del bando uruguayo colorado del general Paz
El entonces teniente primero Benjamin Villegas logró fugarse y refugiarse en Montevideo adonde combatió, a las órdenes del general José María Paz, en la batalla de Caaguazú el 28 de noviembre de 1841, a orillas del río Corriente, en donde derrotaron al gobernador entrerriano Echagüe. Cuando el general Paz fuera nombrado comandante en jefe del Ejército de Reserva del bando colorado para poder hacer frente al ejército de Oribe que estaba apoyado por Rosas, los sitió en Montevideo, iniciándose así la Guerra Grande en el Estado uruguayo de la cual Villegas formaría parte del bando del general Paz.

### Gestión durante el escindido Estado de Buenos Aires
El 3 de febrero de 1852 con la caída del brigadier Juan Manuel de Rosas, quien fuera gobernador bonaerense y representante de la Confederación Argentina, perpetrada por el general Justo José de Urquiza que era el gobernador entrerriano y que estaba al mando del Ejército Grande, trajo como consecuencia que las fuerzas confederadas se instalaran en la unitaria Buenos Aires.
El triunfo militar de Urquiza llegó a su punto álgido con la organización nacional por medio de una constitución federal y entre las imposiciones a Buenos Aires estaba nacionalizar los ingresos de la aduana de su puerto y federalizar la ciudad, que pasaría a ser capital del país confederado. Esto no fue de agrado de los porteños, que experimentaban una prosperidad muy superior al resto de las provincias argentinas gracias al comercio portuario. Así, algunos grupos de políticos apoyaron la exclusión de Buenos Aires de la Confederación constitucional recién instaurada.
La revolución del 11 de septiembre de 1852 tomó el poder bonaerense, y por el apoyo popular de la que gozaba, el general Urquiza se negó a aplastarla. El Estado de Buenos Aires declaraba no reconocer ninguna autoridad nacional exterior a sí misma.
La contrarrevolución de diciembre de ese año dirigida por el coronel Hilario Lagos que impuso el sitio de Buenos Aires el 6 de diciembre de 1852, además de haber derrotado al ejército porteño en la batalla de San Gregorio del 22 de enero de 1853, convenció a Urquiza de intentar nuevamente reunificar el país a la fuerza.
Por tal motivo Villegas Dávila retornó a Buenos Aires gobernando Manuel Guillermo Pinto y el 13 de febrero de 1853 fue ascendido al rango de capitán. Al poco tiempo se le confió la comisión de Ejército y Marina, pero la presencia de tropas de Urquiza entre los sitiadores no bastó ni tampoco el bloqueo naval de la ciudad pudo hacer rendirla, ante la superioridad financiera y económica de la urbe, por lo cual obligó a Urquiza y a Lagos a levantar el sitio el día 13 de julio del mismo año.
El ya separado Estado de Buenos Aires promulgaría su Constitución en abril de 1854. Como los reclamos territoriales bonaerenses incluían extensiones de tierras hacia el sur, estando las pampas argentinas invadidas por mapuches y ocupadas por ranqueles, el comahue totalmente mapuchizado, y la Patagonia oriental liderada por el cacique mayor de los tehuelches —el futuro teniente coronel argentino Casimiro Biguá— por lo que había llegado su reclamo hasta la cordillera de los Andes, que se apropiaba del sur nominalmente mendocino, de los territorios de Varvarco, el País de las Manzanas y el sur del río Negro hasta el estrecho de Magallanes que estaba reclamado por la vecina República de Chile. También incluía las islas Malvinas que estaban fácticamente ocupadas por los británicos desde 1839.
En 1856 Villegas fue designado comisario del Ejército bonaerense bajo el mando del general Manuel Escalada. Para apaciguar las fronteras internas con los aborígenes celebró tratados con el cacique mapuche Catriel en el pueblo de Azul. El 6 de mayo de 1858 se afilió a la logia Lealtad N.º 6, que había sido fundada por el general Tomás de Iriarte. Al mes siguiente se iniciaría en la misma el literato gauchesco Estanislao del Campo.

### Cargos burocráticos en la conformada República Argentina
En 1862 el primer presidente de la República Argentina, el general Bartolomé Mitre, luego de consolidar la Organización Nacional, le encomendó al capitán Villegas la administración de la contabilidad de la provincia de Buenos Aires y de la República Argentina.
Formó parte de la Legislatura bonaerense desde 1864. Fue miembro de la Municipalidad y del Concejo Deliberante desde 1876 hasta diciembre de 1883 y se destacaría en la intendencia de Torcuato de Alvear desde el 10 de mayo de este último año.

### Matrimonio y descendencia
Benjamín Villegas se había unido en matrimonio con Matilde Diez y Melgar hacia 1848 y ambos tendrían a un solo hijo:
- Florencio Villegas Melgar[8] (n. 1852) que se uniría en matrimonio el 24 de marzo de 1884 con Margarita Basavilbaso Avendaño (n. ca. 1864), una hija de Eusebio Basavilbaso Dávila (n. Buenos Aires, 1829 - ib., 3 de agosto de 1889) y de Facunda Avendaño. Florencio Villegas y Margarita Basavilbaso tuvieron ocho hijos documentados: Florencio, el doctor Benjamín Villegas Basavilbaso quien fuera ministro de la Corte Suprema de Justicia, Margarita, Martín, María Esther, Horacio, Juan Carlos y Juan Antonio Villegas Basavilbaso.

### Jubilación y fallecimiento
El capitán Benjamín Villegas Dávila se jubiló con el cargo de contador general de la provincia de Buenos Aires y fallecería en la ciudad homónima, el día 26 de marzo de 1885.